# Claus Otto Benedix von der Decken
Claus Otto Benedix von der Decken (auch: Klaus Otto Benedix von der Decken; und Claus Otto Benedict von der Decken sowie Claus Otto Benedickt von der Decken; * um 1756; † September 1841 in Hannover) war ein deutscher Jurist, Drost, Ritter und Oberhauptmann.

## Leben
Der herzoglich Lauenburgische Beamte hatte seinen Amtssitz bis 1791 im Amt Steinhorst, ab 1791 in Neuhaus/Elbe.
Am 7. Oktober 1799 kaufte von der Decken von dem Baron Eckhardt von Eckhardtsstein das Gut Preten im Amt Neuhaus an der Elbe im Herzogtum Lauenburg. Am 11. November 1840 überließ von der Decken das Gut seinem späteren Erben, dem Kammerrat Carl Friedrich Claus von der Decken zu Hannover.
Von der Decken war zur Zeit des Königreichs Hannover 1831 als Kommandeur des Guelphen-Ordens ausgezeichnet worden und starb im September 1841 in der Residenzstadt Hannover.

## Archivalien
Archivalien von und über Klaus Otto Benedix von der Decken finden sich beispielsweise
- als Akte unter dem Titel Verkauf des Gutes Preten im Herzogtum Lauenburg durch den Oberhauptmann Klaus Otto Benedix von der Decken zu Stade an den Kammerrat Axel Friedrich Klaus von der Decken zu Hannover für die Laufzeit 1840 im Niedersächsischen Landesarchiv (Standort Stade), Archivsignatur NLA ST Rep. 70 Nr. 89 (alte Archivsignatur: Rep. 71 Stade Nr. 89)[2]